# Manuel Kramer
Manuel Kramer (ur. 1 stycznia 1989 w Schladming) – austriacki narciarz alpejski, złoty medalista mistrzostw świata juniorów.

## Kariera
Po raz pierwszy na arenie międzynarodowej Manuel Kramer pojawił się 5 grudnia 2004 roku w Sulden, gdzie w zawodach juniorskich zajął 36. miejsce w slalomie. W 2008 wystartował na mistrzostwach świata juniorów w Formigal, zajmując dwudzieste miejsce w supergigancie. Podczas rozgrywanych rok później mistrzostw świata juniorów w Garmisch-Partenkirchen w tej samej konkurencji zdobył złoty medal. W zawodach tych wyprzedził swego rodaka, Marcela Hirschera oraz Włocha Mattię Casse. Na tej samej imprezie był też jedenasty w zjeździe, a rywalizacji w gigancie nie ukończył. W zawodach Pucharu Świata zadebiutował 29 listopada 2009 roku w Lake Louise, gdzie nie ukończył supergiganta. Pierwsze pucharowe punkty wywalczył blisko dwa lata później w tej samej miejscowości zajmując dwunaste miejsce w supergigancie. Jeszcze wielokrotnie startował w zawodach tego cyklu, lecz już nie punktował. W klasyfikacji sezonu 2011/2012 zajął ostatecznie 110. miejsce. Kramer startował częściej w Pucharze Europy, w którym pięciokrotnie stawał na podium, odnosząc przy tym jedno zwycięstwo. Najlepsze wyniki osiągnął w sezonie 2010/2011, zajmując 21. miejsce w klasyfikacji generalnej i zwyciężając w klasyfikacji zjazdu. Był też trzeci w tej klasyfikacji w sezonie 2012/2013 oraz trzeci w klasyfikacji supergiganta w sezonie 2008/2009. Nie startował na igrzyskach olimpijskich ani mistrzostwach świata. W 2014 roku zakończył karierę.

## Osiągnięcia

### Mistrzostwa świata juniorów
| Miejsce | Dzień     | Rok  | Miejscowość            | Konkurencja | Czas biegu  | Strata  | Zwycięzca         |
| ------- | --------- | ---- | ---------------------- | ----------- | ----------- | ------- | ----------------- |
| 20.     | 28 lutego | 2008 | Formigal               | Supergigant | 1:21,02 min | +2,12 s | Andreas Sander    |
| 11.     | 4 marca   | 2009 | Garmisch-Partenkirchen | Zjazd       | 1:39,06 min | +1,15 s | Andy Plank        |
| 1.      | 4 marca   | 2009 | Garmisch-Partenkirchen | Supergigant | 1:16,64 min | -       | -                 |
| DNF1    | 5 marca   | 2009 | Garmisch-Partenkirchen | Gigant      | 2:18,49 min | -       | Alexis Pinturault |

### Puchar Świata

#### Miejsca w klasyfikacji generalnej
- sezon 2009/2010: -
- sezon 2010/2011: 110.
- sezon 2011/2012: -
- sezon 2013/2014: -

#### Pozostałe miejsca na podium w zawodach
Kramer nigdy nie stanął na podium zawodów PŚ.